# Mut-Aškur
Mut-Aškur je bil kralj Starega asirskega cesarstva, ki je vladal okoli 1730 pr. n. št. do okoli 1720 pr. n. št. Bil je sin in naslednik kralja Išme-Dagana I. Oče je organiziral njegovo poroko s hčerko huritskega ktralja Zazije.
Mut-Aškurjevo ime je huritsko. V standardnem Seznamu asirskih kraljev ni omenjen, je pa dokazan na njegovem napisu.

## Sklic
1. ↑   Gwendolyn Leick. Who's who in the ancient Near East.

| Mut-Aškur Staro asirsko cesarstvo |                                            |                  |
| Vladarski nazivi                  |                                            |                  |
| Predhodnik: Išme-Dagan I.         | Išši’ak Aššur okoli 1730 - 1720 pr. n. št. | Naslednik: Rimuš |